# Unione Sportiva Lecce 1956-1957
Questa voce raccoglie le informazioni riguardanti l'Unione Sportiva Lecce nelle competizioni ufficiali della stagione 1956-1957.

## Divise
| Casa |

## Rosa
| N. |                   | Ruolo | Calciatore          |
| -- | ----------------- | ----- | ------------------- |
|    | Italia (bandiera) | P     | Ernesto Kalin       |
|    | Italia (bandiera) | D     | Francesco Giannuzzi |
|    | Italia (bandiera) | D     | Antonio Tozzo       |
|    | Italia (bandiera) | D     | Claudio De Valle    |
|    | Italia (bandiera) | D     | Lucio Asta          |
|    | Italia (bandiera) | D     | R. De Santis        |
|    | Italia (bandiera) | D     | Mario Vascotto      |
|    | Italia (bandiera) | C     | Nevio Bartolaccini  |
|    | Italia (bandiera) | C     | Antonio Ariagno     |
|    | Italia (bandiera) | C     | Angelo Maccagni     |

| N. |                   | Ruolo | Calciatore        |
| -- | ----------------- | ----- | ----------------- |
|    | Italia (bandiera) | C     | Angelo Frigo      |
|    | Italia (bandiera) | C     | Galdino Pinaroli  |
|    | Italia (bandiera) | C     | Sergio Santelli   |
|    | Italia (bandiera) | C     | Giuseppe Giorgino |
|    | Italia (bandiera) | C     | Piero Gilardoni   |
|    | Italia (bandiera) | C     | Riccardo Traversa |
|    | Italia (bandiera) | A     | Mimmo Renna       |
|    | Italia (bandiera) | A     | Pietro De Santis  |
|    | Italia (bandiera) | A     | Livio Noè         |

## Fonte
- WLecce.it.